# سباق الزمط
سباق الزمط؛ هي رياضة تقليدية لسباقات الخيل والإبل في سلطنة عُمان تختلف عن ركض العرضة في كونه ليس عرضًا وحسب وإنما بهدف الفوز. يتنافس فيه فارسان لإثبات مقدرته ومهارته وقوة تحمله فضلا عن قوة تحمل فرسه أو إبله. يحدث غالبًا بعد سباق العرضة
.

## أسباب تأديته
- يؤدى عادة نتيجة تقليل فارس من شأن مهارة فارس آخر أو قوة ثباته أو شأن فرسه أو إبله خلال ركض العرضة.[3][4]

## كيفية تأديته
يؤدى سباق الزمط كالآتي:
- يتوجه الفارس إلى كبير الفرسان (العقيد) وهو المسؤول عن إصدار الحكم والفض في النزاعات ليتحدى الفارس الذي قلل من شأن مهارته أو قوة فرسه.
- يحق للفارس الثاني أن يقبل التحدي أو يرفضه ويعلن انسحابه.
- تحدد المسافة برغبة الفارسان، والتي تكون أطول من مسافة ركض العرضة وقد تصل إلى 10 كم.
- تحدد نقطة للانطلاق ونقطة للنهاية.
- يتسابق الفارسان وتختبر خلا السباق قدرة الفارس وجواده على التحمل والوصول أولًا إلى نقطة النهاية.[3][5]

## وصلات خارجية
- سباق الزمط والعرضة
- سباق العرضة والزمط